# غافين فروست
غافين فروست (بالإنجليزية: Gavin Frost)‏ هو كاتب بريطاني، ولد في 20 نوفمبر 1930 في Aldridge ‏ في المملكة المتحدة، وتوفي في 11 سبتمبر 2016 في تشارلستون في الولايات المتحدة.